# Zuidelijke langstaartmuisspecht
De zuidelijke langstaartmuisspecht (Deconychura pallida) is een zangvogel uit de familie Furnariidae (ovenvogels). Het is een overwegend bruine zangvogel uit het noorden van Zuid-Amerika.

## Taxonomie
De vogel werd in 1929 geldig beschreven door de Amerikaanse vogelkundige  John Todd Zimmer als ondersoort van de langstaartmuisspecht. Op grond van onder andere moleculair genetisch fylogenetisch onderzoek gepubliceerd tussen 2010 en 2023 zijn deze ondersoort en de kleine langstaartmuisspecht als soorten afgesplitst van de noordelijke soort.

## Uiterlijke kenmerken
De vogel is 19 tot 22 cm lang. Het is een overwegend grijs- tot roodbruine vogel die zich gedraagt als een specht en sterk lijkt op de noordelijke soort.

## Verspreiding en leefgebied
Er zijn drie ondersoorten:
- D. p. connectens: van O-Colombia en Z-Venezuela tot O-Ecuador, O-Peru en NW-Brazilië.
- D. p. pallida: ZO-Peru, N-Bolivia en NW-Brazilië.
- D. p. zimmeri: C-Brazilië.

De leefgebieden liggen in vochtig, tropisch bos, ook permanent onder water staand bos in laagland onder de 500 meter boven zeeniveau. De populaties die voorkomen in het voorgebergte van de Andes zijn waargenomen tot op 1700 meter. 

## Status
Op grond van grootschalige ontbossing en versnippering van de habitat in het Amazonebekken staat de vogel als gevoelig voor uitsterven op de Rode Lijst van de IUCN.